# Paulilatino
Paulilatino település Olaszországban, Szardínia régióban, Oristano megyében. Lakosainak száma 2107 fő (2023. január 1.). Paulilatino Bauladu, Bonarcado, Ghilarza, Solarussa, Villanova Truschedu, Abbasanta, Fordongianus, Santu Lussurgiu és Zerfaliu községekkel határos.

## Népesség
A település lakossága az elmúlt években az alábbi módon változott:
| Lakosok száma | 2229 | 2207 | 2107 |
|               | 2017 | 2018 | 2023 |